# Asheville Regional Airport

i7
i11
i13
Der Asheville Regional Airport (IATA: AVL, ICAO: KAVL) ist der Verkehrsflughafen der amerikanischen Stadt Asheville im US-Bundesstaat North Carolina.
Betreiber des Flughafens ist die Greater Asheville Regional Airport Authority. 2020 wurden hier 704.972 Passagiere abgefertigt.

## Lage und Verkehrsanbindung
Der Asheville Regional Airport liegt 18 Kilometer südlich des Stadtzentrums von  Asheville auf dem Gebiet des Ortes Fletcher. Der Flughafen befindet sich an der Interstate 26 sowie dem U.S. Highway 74 und wird durch Busse in den öffentlichen Personennahverkehr eingebunden.

## Geschichte
Da der  Asheville & Hendersonville Airport durch seine Nähe zu umliegenden Bergen nicht erweitert werden konnte, begann die Stadt Asheville 1957 mit den Planungen für den Bau eines neuen Flughafens. Dieser wurde bis zum Jahr 1961 errichtet. Am 15. Januar 1961 erhielt der Flughafen die Erlaubnis für kommerzielle Flüge, am 7. Juni 1961 des gleichen Jahres wurde das Passagierterminal in Betrieb genommen. Die Start- und Landebahn hatte zu Beginn eine Länge von 1981 Metern. 1962 wurde sie mit einem Instrumentenlandesystem ausgestattet, 1978 erfolgte die erste Erweiterung. 1980 übernahm die 1979 gegründete Asheville Regional Airport Authority den Betrieb des Flughafens. Von 1987 bis 1992 wurde der Flughafen erweitert. 2006 folgte die Erweiterung des Vorfelds, zudem wurden einige Bereiche des Terminals renoviert. 2012 ging der Betrieb des Flughafens auf die Greater Asheville Regional Airport Authority über. Ab 2014 wurde der komplette Flughafen saniert. Unter anderem wurde eine neue Start- und Landebahn anstelle der Alten errichtet, während des Baus wurde der Betrieb auf eine temporäre Start- und Landebahn verlagert. Im November 2020 konnte die neue Start- und Landebahn 17/35 in Betrieb genommen werden, die temporäre Start- und Landebahn soll in eine Rollbahn umgewandelt werden.

## Flughafenanlagen

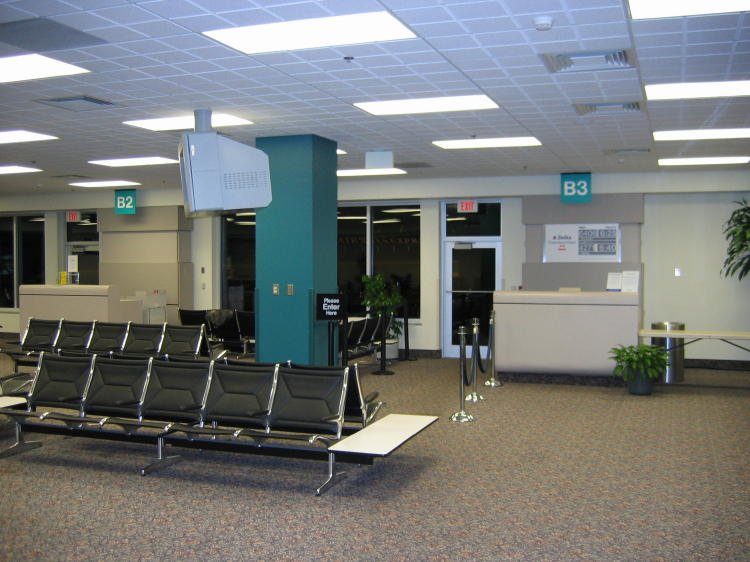
Innenansicht des Terminals

Der Asheville Regional Airport erstreckt sich über eine Fläche von 364 Hektar.

### Start- und Landebahn
Der Asheville Regional Airport verfügt über eine Start- und Landebahn, diese trägt die Kennung 17/35, ist 2439 Meter lang, 46 Meter breit und mit einem Belag aus Asphalt ausgestattet.

### Passagierterminal
Der Asheville Regional Airport verfügt über ein Passagierterminal, dieses ist mit sieben Flugsteigen ausgestattet.

## Fluggesellschaften und Ziele
Der Asheville Regional Airport wird von den Fluggesellschaften Allegiant Air, American Airlines, Delta Air Lines und United Airlines genutzt. American Airlines und United Airlines lassen ihre Flüge ausschließlich unter den Marken American Eagle bzw. United Express von Regionalfluggesellschaften durchführen, bei Delta Air Lines werden die Flüge teilweise von Delta Connection-Regionalfluggesellschaften durchgeführt. Den größten Marktanteil hat Allegiant Air, die Fluggesellschaft beförderte im Jahr 2020 fast 50 Prozent der Passagiere.
Es werden ausschließlich inneramerikanische Ziele angeflogen. Die drei verbliebenen Legacy Carrier fliegen nur ihre Drehkreuze an, während Allegiant Air zahlreiche verschiedene Ziele anfliegt.

## Verkehrszahlen
| Jahr | Fluggastaufkommen | Luftfracht (Tonnen) (mit Luftpost) | Flugbewegungen |
| ---- | ----------------- | ---------------------------------- | -------------- |
| 2020 | 704.972           |                                    | 58.204         |
| 2019 | 1.616.762         |                                    | 75.184         |
| 2018 | 1.134.568         |                                    | 61.298         |
| 2017 | 956.634           | 11                                 | 66.350         |
| 2016 | 826.648           | 14                                 | 63.977         |
| 2015 | 787.135           | 16                                 | 63.182         |
| 2014 | 756.425           | 19                                 | 68.860         |
| 2013 | 678.023           | 25                                 | 62.951         |
| 2012 | 633.848           | 25                                 | 61.662         |
| 2011 | 721.677           | 54                                 | 62.016         |
| 2010 | 735.760           | 58                                 | 67.340         |
| 2009 | 579.443           | 61                                 | 66.437         |

### Verkehrsreichste Strecken
| Rang | Flughafen                   | Passagiere | Fluggesellschaft |
| ---- | --------------------------- | ---------- | ---------------- |
| 01   | Charlotte, North Carolina   | 74.120     | American         |
| 02   | Atlanta, Georgia            | 56.170     | Delta            |
| 03   | Fort Lauderdale, Florida    | 48.230     | Allegiant        |
| 04   | St. Petersburg, Florida     | 38.090     | Allegiant        |
| 05   | Orlando–Sanford, Florida    | 36.760     | Allegiant        |
| 06   | Dallas/Fort Worth, Texas    | 17.350     | American         |
| 07   | Punta Gorda, Florida        | 16.350     | Allegiant        |
| 08   | Chicago–O’Hare, Illinois    | 13.870     | American, United |
| 09   | Washington–Dulles, Virginia | 12.390     | United           |
| 10   | West Palm Beach, Florida    | 7.990      | Allegiant        |